# Легкий бетон
Легкі бетони — група бетонів з об'ємною масою (у сухому стані) 500—1800 кг/м3. До неї відносяться бетони на пористих заповнювачах (керамзитобетон, аглопоритобетон, пемзобетон, перлітобетон), бетони на легких органічних заповнювачах (арболіт, костробетон, полістиролбетон) і пористі бетони (пінобетон, газобетон). В якості в'яжучих можуть бути використані цемент, гіпс, магнезійний цемент.
Застосовуються легкі бетони як конструкційні або теплоізоляційні матеріали, володіючи невеликою масою і вартістю щодо важких бетонів. Окремо виділяють високоміцні легкі бетони поліфункціонального призначення, питома міцність яких перевищує 25 МПа.